# Movimento Idea Sociale
Die Movimento Idea Sociale ist eine neofaschistische Partei in Italien, die 2004 von Pino Rauti gegründet wurde.

## Ursprung
Pino Rauti wandte sich von der von ihm im Jahre 1995 gegründeten Fiamma Tricolore ab und gründete im Mai 2004 die Movimento Idea Sociale. 

## Aktuell
Seit Gründung der MIS war Rauti deren Vorsitzender. Nach seinem Tod im November 2012 wurde sein bisheriger Stellvertreter Raffaele Bruno sein Nachfolger.
Bei den Parlamentswahlen in Italien 2008 trat die Partei zusammen mit der Forza Nuova auf einer Liste an.